# Nessuna ombra intorno
Nessuna ombra intorno è il terzo DVD del cantautore Jovanotti, che riproduce i concerti del Safari Tour, che l'artista ha proposto in Italia nell'anno 2008, ed i backstage dei live.
Il film documentario è stato diretto da Marco Ponti, regista del celebre film Santa Maradona e prodotto da Paolo Soravia.

## Tracce
1. Cortona
2. Rimini
3. Safari
4. Intermezzo
5. Penso positivo
6. Visual
7. Temporale
8. Pirati
9. Dove ho visto te
10. Camerini
11. Saturnino
12. Una storia d'amore
13. Riccardo Onori
14. Serenata rap
15. Una grande festa
16. A te
17. Il gorilla
18. L'albero/(Tanto)³
19. L'ospite
20. Una tribù che balla
21. Michael Franti
22. Il sonno
23. Falla girare
24. Drum solo
25. Medley acustico
26. La scaletta
27. Ragazzo fortunato!!!
28. Ahi!
29. L'ombelico del mondo
30. Allenamento
31. In orbita
32. Umbe
33. Fango
34. Recensioni
35. Mi fido di te
36. Ritual
37. Mezzogiorno
38. I finali
39. Come musica
40. Tour credits
41. La band
42. credits

## Andamento nella classifica dei DVD musicali italiana
| Posizione | 3 | 4 | 6 | 4 | 4 | 8 | 17 | 17 | - | 5 | - | 4 |